# Eching am Ammersee
Eching am Ammersee (eller : Eching a.Ammersee) er en kommune i Landkreis Landsberg am Lech, Regierungsbezirk Oberbayern i den tyske delstat Bayern. Den er en del af Verwaltungsgemeinschaft Schondorf am Ammersee.

## Geografi
Eching ligger ved den nordlige ende af Ammersee, og grænser op til det fredede område (Naturschutzgebiet) „Ampermoos“ og til det skovklædte rekreationsområde  "Weingarten" ved Ammersee.
I kommunen ligger landsbyerne Eching
og Gießübl.